# 奧拉·L·邁茲

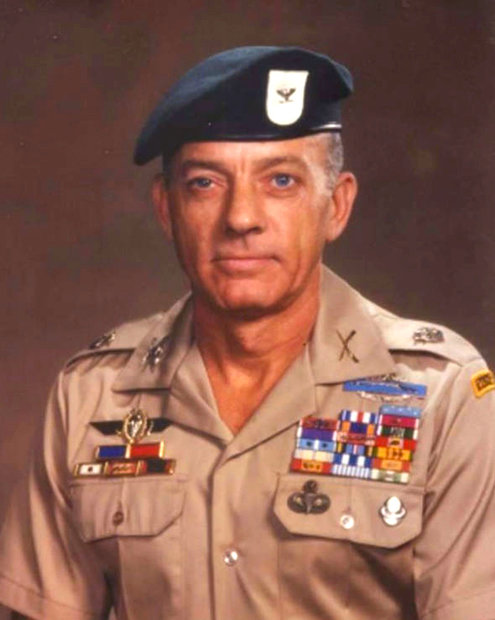
奧拉·L·邁茲

奧拉·李·邁茲（英語：Ola Lee Mize，1931年8月28日—2014年3月12日），阿拉巴马州艾伯特維爾人，是一名美国陆军军官。他因朝鲜战争战功获得榮譽勳章。
2014年3月12日去世，享年82岁。